# Fletówka żółtobrzucha
Fletówka żółtobrzucha (Pachycephala pectoralis) – gatunek małego ptaka z rodziny fletówek (Pachycephalidae), zamieszkujący tereny wschodniej i południowo-wschodniej Australii, Tasmanii i sąsiednich wysp.

## Podgatunki i zasięg występowania
Dawniej wyróżniano ponad 70 podgatunków P. pectoralis, lecz większość wyodrębniono do osobnych gatunków. Autorzy wydanego w 2007 roku XII tomu Handbook of the Birds of the World wyróżniali 59 gatunków. Międzynarodowy Komitet Ornitologiczny (IOC) wyróżnia obecnie (2024) jedynie pięć podgatunków P. pectoralis:
- fletówka żółtobrzucha[4] (P. pectoralis pectoralis) – wschodnia Australia
- fletówka wyspowa[4] (P. pectoralis xanthoprocta) – wyspa Norfolk
- P. pectoralis contempta – wyspa Lord Howe
- P. pectoralis youngi – południowo-wschodnia Australia
- P. pectoralis glaucura – Tasmania i wyspy w Cieśninie Bassa

## Morfologia
Samce mają zazwyczaj żółte podbrzusze, oliwkowozielone skrzydła i grzbiet oraz czarną głowę z żółtym lub białym (zależnie od podgatunku) podgardlem. Samice są ubarwione dużo skromniej, brązowo i beżowo. Obie płci mają czerwonobrązowe oczy. Ptaki poszczególnych podgatunków różnią się ubarwieniem i kształtem dzioba.

## Ekologia i zachowanie
Zazwyczaj przebywają w lasach. Odżywiają się jagodami, owadami, pająkami i innymi małymi stawonogami. Owady chwytają przeważnie na liściach akacji australijskiej i eukaliptusa. Samice żerują zwykle nisko na drzewach, samce – wysoko. Samce charakteryzują się bogatym śpiewem.

## Status
Międzynarodowa Unia Ochrony Przyrody (IUCN) uznaje fletówkę żółtobrzuchą za gatunek najmniejszej troski (LC, Least Concern), stosuje jednak starsze – dużo szersze ujęcie systematyczne, w którym do P. pectoralis zalicza 31 podgatunków zamieszkujących także Nową Gwineę, Indonezję, Archipelag Bismarcka czy Vanuatu. Ze względu na brak dowodów na spadki liczebności bądź istotne zagrożenia dla gatunku trend liczebności populacji oceniany jest jako prawdopodobnie stabilny.